# Західний Данбартоншир
За́хідний Данба́ртоншир (англ. West Dunbartonshire) — область у складі Шотландії. Розташована в центрі країни. Адміністративний центр — Дамбартон.

## Населення
- 2001 рік — 93378 чоловік.[3]

## Найбільші міста
Міста з населенням понад 5 тисяч осіб:
| № | Місто               | Населення, осіб (2006) |
| - | ------------------- | ---------------------- |
| 1 | Клайдбанк           | 29 200                 |
| 2 | Дамбартон           | 19 990                 |
| 3 | Александрія         | 13 210                 |
| 4 | Бонхілл             | 9 080                  |
| 5 | Данточер-і-Хардгейт | 6 940                  |
| 6 | Фейфлі              | 5 070                  |